# Chauliodus sloani
A Chauliodus sloani a csontos halak (Osteichthyes) főosztályának sugarasúszójú halak (Actinopterygii) osztályába, ezen belül a nagyszájúhal-alakúak (Stomiiformes) rendjébe és a mélytengeri viperahalfélék (Stomiidae) családjába tartozó faj.

## Előfordulása
A Chauliodus sloani mindegyik óceán meleg- és mérsékelt övében megtalálható. A következő tengerekben is vannak állományai: Földközi-, Dél-kínai- és Kelet-kínai-tenger. A Dél-Atlanti-óceán középső szakaszából, az Indiai-óceán északi részéből és a Kelet-Csendes-óceán Egyenlítő fölötti részén hiányzik.

## Megjelenése
A 35 centiméteres hosszával, a Chauliodus-fajok között a legnagyobb. Testszíne fényttükröző ezüstös. Karcsú testén, a hátúszó előre mutat. Nagy számú világítószervvel rendelkezik.

## Életmódja
A Chauliodus sloani mélytengeri halfaj, amely 200-4700 méteres mélységekben él, azonban a legtöbbször 494-1000 méteres mélységekben tartózkodik. Éjszaka a vízfelszínére is feljön. Az élőhelyén levő halakkal, főleg gyöngyöshalfélékkel (Myctophidae) és rákokkal táplálkozik.

## Szaporodása
Ez a hal ikrákkal szaporodik.

## Képek a Chauliodus sloaniról

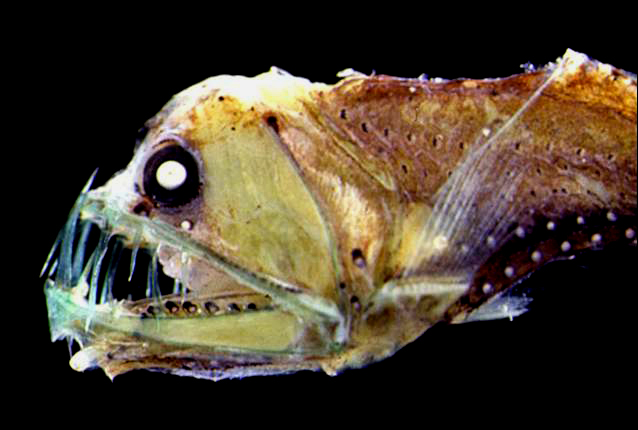
A hal feje közelről
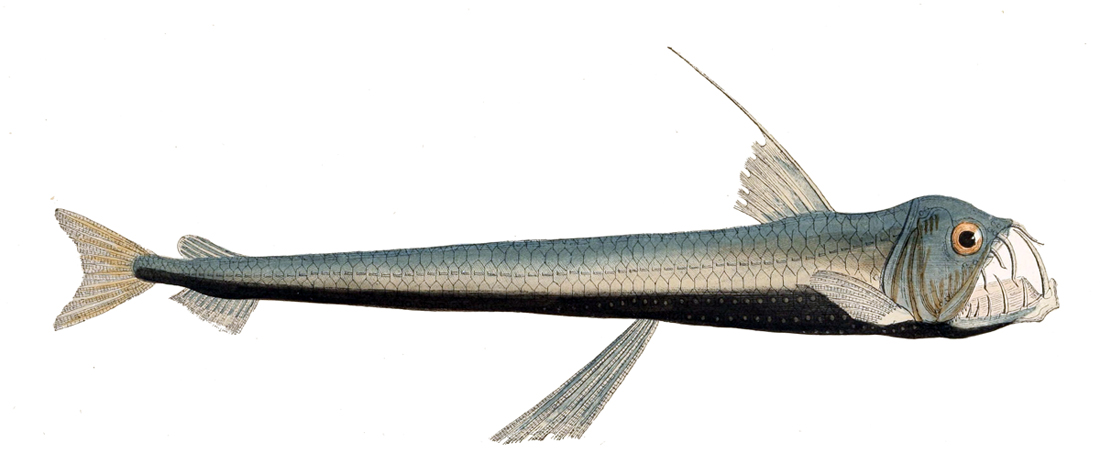
Régi rajz a halról